# Movimiento Islámico de Uzbekistán
El Movimiento Islámico de Uzbekistán (MIU, en uzbeco:  O'zbekiston islomiy harakati) es un grupo extremista islámico fundado en 1991 por el exparacaidista soviético Juma Namangani, y el ideólogo islámico Tahir Yuldashev, ambos uzbecos del valle de Fergana. Su objetivo era derrocar al presidente Islom Karimov de Uzbekistán, y crear un estado islámico regido por la Sharia.
Desde sus bases en Tayikistán y las zonas controladas por los talibanes en el norte de Afganistán, el Movimiento Islámico de Uzbekistán lanzaron una serie de ataques en el sur de Kirguistán en 1999 y 2000. Sin embargo el MIU fue en gran parte desarticulado cuando luchaba en 2001 junto a los talibanes en Afganistán contra las fuerzas de la coalición encabezada por Estados Unidos. Namangani fue asesinado, y los combatientes que quedaban en el Movimiento Islámico de Uzbekistán se dispersaron. Yuldeshev y un número desconocido de combatientes escaparon con los talibanes restantes a Waziristán en las Áreas tribales de Pakistán. Desde entonces, el Movimiento Islámico de Uzbekistán ha abierto campos de entrenamiento en Waziristán y está ligado con otros grupos que intentan derrocar al Gobierno de Pakistán.
A pesar de las ocasionales proclamas de Yuldeshev y de los rumores de un resurgimiento bajo el nombre del Movimiento Islámico del Turkestán (MIT), no hay pruebas fiables que indiquen que el  MIU/MIT permanezca operativo en Asia Central fuera de la región fronteriza entre Afganistán y Pakistán.
Se reconvirtió en el Partido Islámico del Turquestán a principios de 2002 y finales de 2003. En el año 2006 fue prohibido en toda Rusia por ser el brazo político de la organización terrorista Movimiento Islámico de Uzbekistán y Turkestán.

## Antecedentes
Durante la era soviética, el islam en Asia Central fue oficialmente prohibido- se cerraron las mezquitas, y se cortó cualquier contacto con el resto del  mundo islámico . Este aislamiento terminó con la guerra de Afganistán (1978-1992), cuando miles de reclutas del Asia central soviética fueron enviados a combatir a los muyahidines afganos. Muchos de estos reclutas regresaron impresionados por el celo religioso de sus adversarios islámicos, y se dieron cuenta de características religiosas, culturales y lingüísticas que compartían con sus vecinos del sur - y que les distinguían de sus gobernantes en Moscú.

### Adolat (1991-1992)
Un de estos soldados enviados a combatir en Afganistán fue el paracaidista uzbeko,  Jumaboi Khojayev (n. 1969). Radicalizado por sus experiencias en la guerra Khojayev regresó a su ciudad de Namangan en el valle de Fergana, Uzbekistán, se asoció con un ideólogo islámico local, Tohir Yuldashev (n. 1967). En el periodo inicial de inestabilidad tras la repentina independencia de Uzbekistán de 1991, Yuldeshev y Khojayev (que adoptó el nombre de guerra de Juma Namangani) fundaron un grupo islamista salafí al que llamaron Adolat (Justicia).
Adolat asumió la autoridad civil en Namangan y rápidamente estableció cierto grado de orden y la seguridad mediante la imposición de la Sharia, que fue impuesta despiadamente por los escuadrones de vigilancia de Adolat. En un principio tolerada por el recién instalado presidente Karimov, Adolat se fue haciendo cada vez más autoritaria, y terminaron exigiendo al Karimov que impusiera la Sharia en todo Uzbekistán. Sin embargo, en 1992 Karimov había consolidado su autoridad en Taskent, y tuvo el suficiente poder como para prohibir Adolat y restablecer el control central sobre la región del Valle de Fergana - tradicionalmente una de las regiones más de más influencia islámica de Asia Central.

### Guerra civil de Tayikistán (1992-1997)
Yuldashev y Namagani evitaron su arresto huyendo a Tayikistán, donde la guerra civil estaba en su apogeo tras un sangriento pero exitoso golpe de Estado liderado por Emomali Rahmonov a principios de 1992. La guerra civil enfrentaba a las fuerzas neo-comunistas de Rahmonov contra una coalición de demócratas e islamistas conocida como la Oposición tayica unida (OTU). La OTU estaba dirigida por el popular y muy respetado islamista Said Abdullah Nuri, cuyo Partido del Renacimiento Islámico de Tayikistán (IRPT) abogaba por una vía de islamismo moderado y democrático.
Por la experiencia en combate de Namangani en Afganistán el IRPT le confió el mando de unidades de combate activas, con base en la región remota y montañosa del Valle Tavildara, un cargo que desempeñó con considerable éxito. Mientras tanto, Yuldashev se fue de Tayikistán en una gira por Afganistán, Turquía y el Medio Oriente, durante los cuales desarrolló contactos con numerosos grupos islamistas. Desde 1995-8 Yuldashev se estableció en Peshawar, Pakistán, donde estableció relaciones con Osama Bin Laden y  árabes de Afganistán, que tenían base allí en el momento.

### Formación del MIU (1998)
En 1997 Rahmonov y Nuri firmaron un acuerdo de paz por el que Rahmonov y IRPT acordaban compartir el poder. Desilusionados con las concesiones políticas hechas por los islamistas de Tayikistán, Yuldeshev y Namangani formaron el Movimiento Islámico de Uzbekistán en 1998 con el objetivo de crear un oposición militante islámica contra Karimov en Uzbekistán. Inicialmente recibieron fondos y ayuda de la agencia Inter-Services Intelligence (ISI) de Pakistán, y pronto el MIU empezó a acercarse a los talibanes afganos y alejarse de sus anteriores y más moderados aliados del IRPT -que a su vez estaban volviendo junto al tayiko Ahmad Shah Masud y su Alianza del Norte contra los talibanes.
Sin embargo, Namangani mantuvo su base en el valle de Tavildara en Tayikistán, y fue capaz de reclutar a un gran número de jóvenes descontentos del Valle de Fergana, donde las dificultades económicas y la persecución religiosa seguía bajo el régimen autoritario de Karimov.

## Operaciones

### 1999
En 1999 se orquestó la colocación de una serie de bombas en la capital, Taskent intentando atentar contra la vida de Karimov. Karimov culpó a radicales islamistas wahabíes, y el Movimiento Islámico de Uzbekistán, en particular, - sin embargo esta atribución sigue siendo objeto de controversia y posiblemente el intento de asesinato fuera obra de sus rivales de las élites políticas y regionales. Independientemente de quién fuera el responsable, el resultado fue una escalada de la represión de Karimov al islam, especialmente en el valle de Fergana,  un movimiento que aumentó el número de los hombres que huyeron a Uzbekistán para unirse a Namangani y al MIU en el valle de Tavildara.
Posteriormente ese año, el Movimiento islámico de Uzbekistán llevó a cabo sus primeras operaciones verificables, con una incursión en la región de Batken en el sur de Kirguistán - una región poblada principalmente por uzbekos, y que se extiende entre Tavildara en Tayikistán y el valle de Fergana en Uzbekistán. Los insurgentes secuestraron al alcalde de Osh (la capital regional) y consiguieron un rescate del mal preparado gobierno de  Biskek, así como un helicóptero para transportarlos a Afganistán. Posteriormente se sucedieron nuevas incursiones en Batken, y en una de ellas se secuestró a un grupo de geólogos cuya liberación seguramente les supuso una significativa cantidad como rescate, aunque lo negaran las autoridades de Japón.
Estos ataques tuvieron un impacto importante en el Asia central, y dio lugar a una considerable presión internacional sobre Tayikistán, y no poca por parte de Karimov, para expulsar al MIU de su base en el valle de Tavildara. El IRPT persuadió a su antiguo aliado Namangani a abandonar Tavildara a finales de 1999. De forma muy polémica, Namangani y sus combatientes fueron trasladados desde Tayikistán hasta el norte de Afganistán en helicópteros militares de Rusia - una medida que encolerizó a Karimov, quien afirmó que los rusos estaban ayudando al MIU en un intento de debilitar a Uzbekistán.

### 2000
En Afganistán Yuldeshev consiguió aprovechar los contactos que había hecho en sus viajes anteriores a negociar libertad de operación respecto a los talibanes, a cambio de prestarles apoyo en su lucha con la Alianza del Norte de Massoud.  El MIU estableció sus oficinas y campos de entrenamiento, y comenzó a expandir su reclutamiento entre los uzbekos descontentos - con actividades financiadas cada vez más a través de su participación en el lucrativo comercio del opio afgano.
Se estima que el Movimiento Islámico de Uzbekistán constaba en ese momento aproximadamente 2000 efectivos, y en la primavera contribuyeron con unos 600 combatientes a la ofensiva de los talibanes contra Massoud, participando en el exitoso asedio de Taloqan, donde lucharon junto a la Brigada árabe 555 de Bin Laden. El MIU también proporcionó a los talibanes una útil tapadera cuando fueron objeto de presiones por parte de China para expulsar a los militantes uigures los talibanes simplemente los enviaron a los campos del MIU del norte.
En el verano de 2000 fuentes de inteligencia occidentales y de la Comunidad de Estados IndependientesCEI afirmaron que el MIU estaba equipado con el armamento más avanzado, tales como fusiles de francotirador y gafas de visión nocturna, que Bin Laden les había suministrado con dos helicópteros de transporte pesados. Namangani llevó de nuevo a los combatientes del MIU al valle de Tavildara en Tayikistán, y desde allí lanzaron ataques en varios frentes sobre Batken en Kirguistán, y también en el norte de Uzbekistán, cerca de Taskent.
En agosto de 2000 el MIU también secuestraron a cuatro alpinistas de EE. UU. en el valle de Kara-Su de Kirguistán, que mantuvieron como rehenes hasta que se escaparon el 12 de agosto. En respuesta, los Estados Unidos clasificaron al MIU como una organización terrorista extranjera.
Una vez más tras los ataques se realizó una retirada estratégica a Tavildara, y una vez más la presión internacional sobre el gobierno tayiko consiguió que se llegara a un acuerdo para que Namangani y sus hombres fueran trasladados vuelta a Afganistán por la fuerza aera rusa, a donde llegaron en enero de 2001.
En su libro Terror y consentimiento, Philip Bobbitt afirma que Sultan Bashiruddin Mahmood, un científico de la comisión de energía atómica de Pakistán se reunió con Osama bin Laden en Kabul en agosto de 2001. Se dice que Mahmood desveló que bin Laden insistió en que ya tenía suficiente materia fisible para construir una bomba nuclear, y que lo había obtenido de las antiguas reservas soviéticas a través de militantes un militante del Movimiento islámico de Uzbekistán.

### 2001
En ese momento las conexiones entre el Movimiento Islámico de Uzbekistán y los talibanes se hiciéron más públicas - los medios de comunicación informaron de que Namangani había sido nombrado viceministro de defensa del gobierno talibán, noticia que los talibanes no negaron. En primavera el Movimiento islámico de Uzbekistán volvió a proporcionar a los talibanes 600 combatientes para una nueva campaña contra Massoud, mientras que en Batken, Kirguistán, varios grupos durmientes armados el año anterior realizaron una serie de ataques.
Pero tras los atentados del 11 de septiembre  y la intervención de la coalición internacional liderada por Estados Unidos en Afganistán, el MIU fue desarticulado en gran parte cuando luchaba junto a los talibanes, y el mismo Namangani cayó muerto. Los combatientes de MIU se dispersaron, Yuldeshev y muchos otros huyeron junto con los restos de los talibanes a las zonas tribales de Pakistán.
En septiembre de 2002 un ayudante de Wakil Ahmad Muttawakil, el ministro de relaciones exteriores de los talibanes, afirmó que había sido enviado antes de 11 de septiembre para advertir al gobierno de los EE. UU. de un ataque inminente y para persuadirlos para emprender una acción militar contra la presencia de Al-Qaeda en Afganistán. Afirmó que el conocimiento previo del ataque provino de Yuldashev, que de ser cierto, indica un alto grado de cooperación entre Al-Qaeda y el Movimiento Islámico de Uzbekistán.
El grupo Juró lealtad al estado islámico, ahora forma parte del kalifato.

## Grupos étnicos y actividades actuales
Aunque originalmente era un movimiento formado étnicamente por uzbecos el gobierno australiano incluye en sus filas además a miembros kirguises,  Tayikos, Uigures y turcomanos.
Según la revista Eurasia Critic el MIU está involucrado en actividades delictivas como el control y apoyo del tráfico de drogas. Los Estados Unidos lo acusan de recibir fondos de los talibanes y Al-Queda.
A pesar de seguir estando operacionalmente inactivo desde 2001, el Movimiento Islámico de Uzbekistán los gobiernos dentro y fuera de la región siguen considerándolo una amenaza terrorista. De 2007 hasta 2009 miembros del MIU estuvieron en zonas de Afganistán ayudando a los grupos insurgentes y luchando contra las tropas de la alianza internacional.
En 2003 A. Elizabeth Jones, la ayudante del secretario del Estado de EE. UU. para Europa y Eurasia, testificó sobre la amenaza del terrorismo en Asia Central ante el subcomité sobre Oriente Medio y Asia Central de la Cámara de Representantes de Estados Unidos, argumentando que las mayores amenazas eran el MIU y Hizb ut-Tahrir. Jones dijo que a pesar de la muerte de Namangani, el "Movimiento Islámico de Uzbekistán se mantiene activo en la región - particularmente en Kirguistán, Tayikistán, Uzbekistán y Kazajstán - y representa una grave amenaza para la región y por lo tanto a nuestros intereses." 
Además, el Gobierno de Rusia prohibió el movimiento bajo el nombre "Partido Islámico del Turkestán" en 2006.
El 7 de agosto de 2006 las fuerzas especiales de Kirguikistán mataron a Rafik Kamalov, un supuesto líder del movimiento, en la ciudad fronteriza de Kara-Suu.
Mahmadsaid Juraqulov jefe del departamento contra el crimen organizado del ministerio del interior de Tayikistán dijo a los periodistas en Dusambé el 16 de octubre de 2006 que: "el Movimiento islámico de Turkestán es el Movimiento islámico de Uzbekistán," y que el servicio secreto uzbeco urdió el cambio de nombre. Juraqulov también dijo que el MIT no es una amenaza para la seguridad de primer orden para Tayikistán o Kirguistán. "Todos saben que [el MIU] está en Uzbekistán y quiere crear problemas. Para ellos Tayikistán y Kirguistán son solo bases de reagrupamiento que intentan conseguir."
El gobierno de Tayikistán anunció que buscaba a 23 presuntos miembros de MIU que las autoridades de Tayikistán creen que atacaron a simpatizantes del presidente de Tayikistán Imomali Rakhmonov el 28 de septiembre de 2006, e hiriendo a dos personas. Entre julio de 2006 y septiembre de 2007 se detuvo a 31 personas acusadas de pertenencia al MIU en la región Sughd en el norte de Tayikistán. Suelen ser condenado a 12 a 18 años de prisión.
Sin embargo, aunque Yuldeshev ha emitido una serie de pronunciamientos que sugieren una ampliación de objetivos del MIU, las evidencias no apoyan la idea de que el Movimiento Islámico de Uzbekistán siga siendo una amenaza creíble en la región. Por otra parte, los acontecimientos de principios de 2007 indican que el Movimiento Islámico de Uzbekistán ya no podrá contar con refugio en las zonas tribales de Pakistán, ya que en marzo militantes locales pakistaníes y árabes se volvieron contra el Movimiento Islámico de Uzbekistán en el conflicto de Wana.
Algunos analistas han afirmado que en lugar de la imagen de un MIU unificado bajo Namangani y Yuldeshev, el movimiento siempre ha sido una organización compuesta por dos polos - el radical y espiritual (de Yuldeshev) y el militante y criminal (de Namangani).[cita requerida] Con la muerte de éste en 2001 se esperaba un estilo de lucha menos muyahedín y que se favorecieran ataques de tipo más terrorista. Los atentados de 2004 en Taskent atribuidos a un grupo autodenominado Yihad Islámica podrían haber sido también perpetrados por agentes del MIU.
Sin embargo, en un contexto de depresión económica continuada y la ausencia de pluralismo político no se puede descartar el resurgimiento del Islam militante en la región.
El 30 de septiembre de 2009, un hombre que dijo ser un guardaespaldas de Tahir Yuldashev informó que Yuldashev fue asesinado en un ataque aéreo de misiles de EE. UU. que se produjo poco después de la muerte del jefe talibán de Pakistán, Baitullah Mehsud.
 El hombre también afirmó que el militante uzbezo Abdur Rehman había sucedido a Yuldashev en la jefatura del MIU. Al día siguiente, Pakistán y las autoridades de EE. UU. confirmaron este informe.